# GTR
A GTR egy angol szupergroup, melyet Steve Hackett (ex-Genesis) és Steve Howe (Yes, Asia) alapított 1986-ban. A további tagok: Max Bacon (ex-Moby Dick, Nightwing, Bronz), Phil Spalding (ex-Bernie Torme, Toyah, Mike Oldfield, Original Mirrors) és Jonathan Mover (ex-Marillion, Steve Vai). Az együttes 1985-ben alakult Westminsterben, és 1987-ben oszlott fel.

## Diszkográfia
- GTR (1986)
- Live at King Biscuit Flower Hour (1997)

## Kislemezek
- When the Heart Rules the Mind (1986)
- The Hunter (1986)